# Logica modale regolare
In logica modale, una  logica modale regolare è una logica modale chiusa sotto la dualità dei due operatori modali:
{\displaystyle \Diamond A\equiv \lnot \Box \lnot A}
e chiusa sotto la regola:
{\displaystyle (A\land B)\to C\vdash (\Box A\land \Box B)\to \Box C.}
Ogni logica modale regolare è classica e ogni logica modale normale è regolare e quindi classica.